# Crucificação de São Pedro (Caravaggio)
A Crucificação de São Pedro (em italiano:  Crocifissione di san Pietro; 1601) é uma obra de Caravaggio encomendada para decorar a Capela Cerasi de Santa Maria del Popolo, em Roma. Na mesma capela está uma segunda obra dele, a "Conversão no Caminho de Damasco" (1601). No altar entre as duas está a "Assunção da Virgem", de Annibale Carracci.
A pintura representa o martírio de São Pedro por crucificação — segundo a tradição, Pedro pediu para ser crucificado de ponta-cabeça para que não imitasse Jesus Cristo. A grande tela mostra romanos, com as faces obscurecidas ou escondidas, lutando para para erguer a cruz com um idoso (e musculoso) apóstolo. Pedro parece mais pesado do que seu corpo envelhecido faria supor e erguê-lo requer o esforço combinado de três homens, um símbolo do crime que já estaria pesando sobre eles.

## História
As duas obras de Caravaggio e a peça-de-altar de Annibale Carracci foram encomendadas em setembro de 1600 pelo monsenhor Tiberio Cerasi, que morreu logo depois. As versões originais de ambas as telas foram rejeitadas e passaram para a coleção particular do cardeal Sannessio e diversos estudiosos modernos, incluindo John Gash, Helen Lagdon e Peter Robb, especularam se ele não teria se aproveitado da morte súbita de Cerasi para se apoderar de algumas pinturas do novo pintor mais famoso de Roma. A primeira "Conversão de Paulo", identificada como sendo a "Conversão no Caminho de Damasco" na Coleção Odescalchi Balbi, em Roma, mas a primeira versão da "Crucificação de São Pedro" desapareceu; alguns estudiosos a identificaram como sendo a pintura atualmente no Hermitage, em São Petersburgo, mas sem aceitação geral (no catálogo oficial do museu, esta obra é atribuída, com um ponto de interrogação, a Lionello Spada, e foi datada no primeiro quarto do século XVII). Seja como for, a versão seguinte de ambas, aceitas imediatamente, foram aceitas pelos executores do espólio de Cerasi em 1601.
Os dois santos, Pedro e Paulo, juntos representam a fundação da Igreja Católica, Pedro como a rocha sobre a qual Cristo declarou que sua igreja seria construída e Paulo, que proclamou a sede da igreja em Roma. As pinturas de Caravaggio, tinham, portanto, o objetivo de simbolizar a devoção de Roma (e de Cerasi) aos príncipes dos apóstolos nesta igreja que dominava a grande praça que recebia os peregrinos conforme chegavam à cidade vindos do norte, representando os grandes temas da Contrarreforma da conversão e do martírio e servindo como propaganda contra as grandes ameaças da apostasia e do protestantismo.
Aparentemente Caravaggio (ou seu patrono) tinha em mente os afrescos de Michelangelo da Capela Paulina do Palácio Apostólico (154–1550) quando escolheu os temas para as pinturas. Porém, a cena de Caravaggio é muito mais sombria que o confuso milagre do afresco maneirista de Michelangelo no Vaticano.